# 苏尔扎诺
苏尔扎诺（義大利語：Sulzano），是意大利布雷西亚省的一个市镇。总面积10平方公里，人口1942人，人口密度194.2人/平方公里（2009年）。国家统计（ISTAT）代码为017182。